# 幕府山

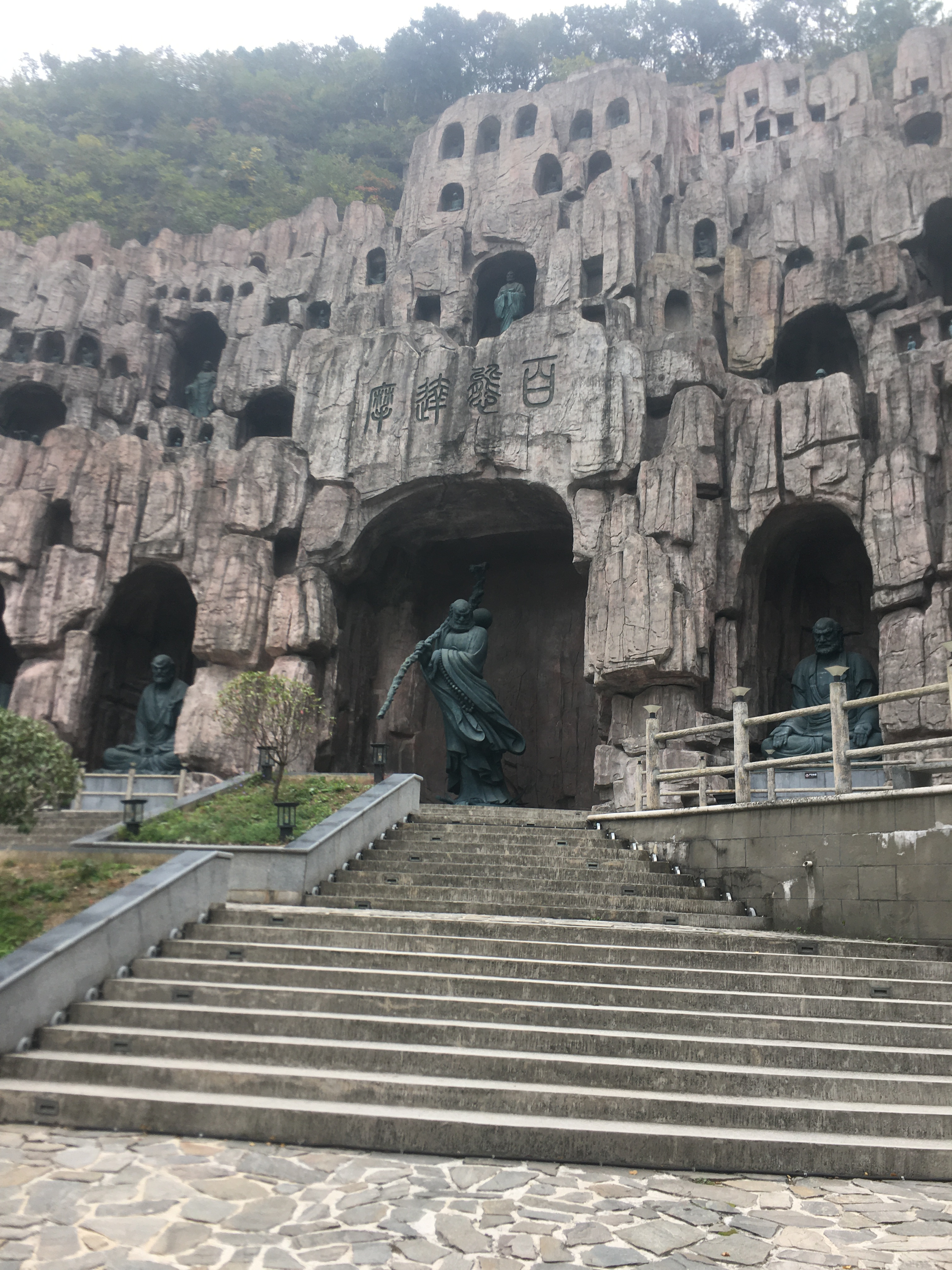
达摩古洞佛像

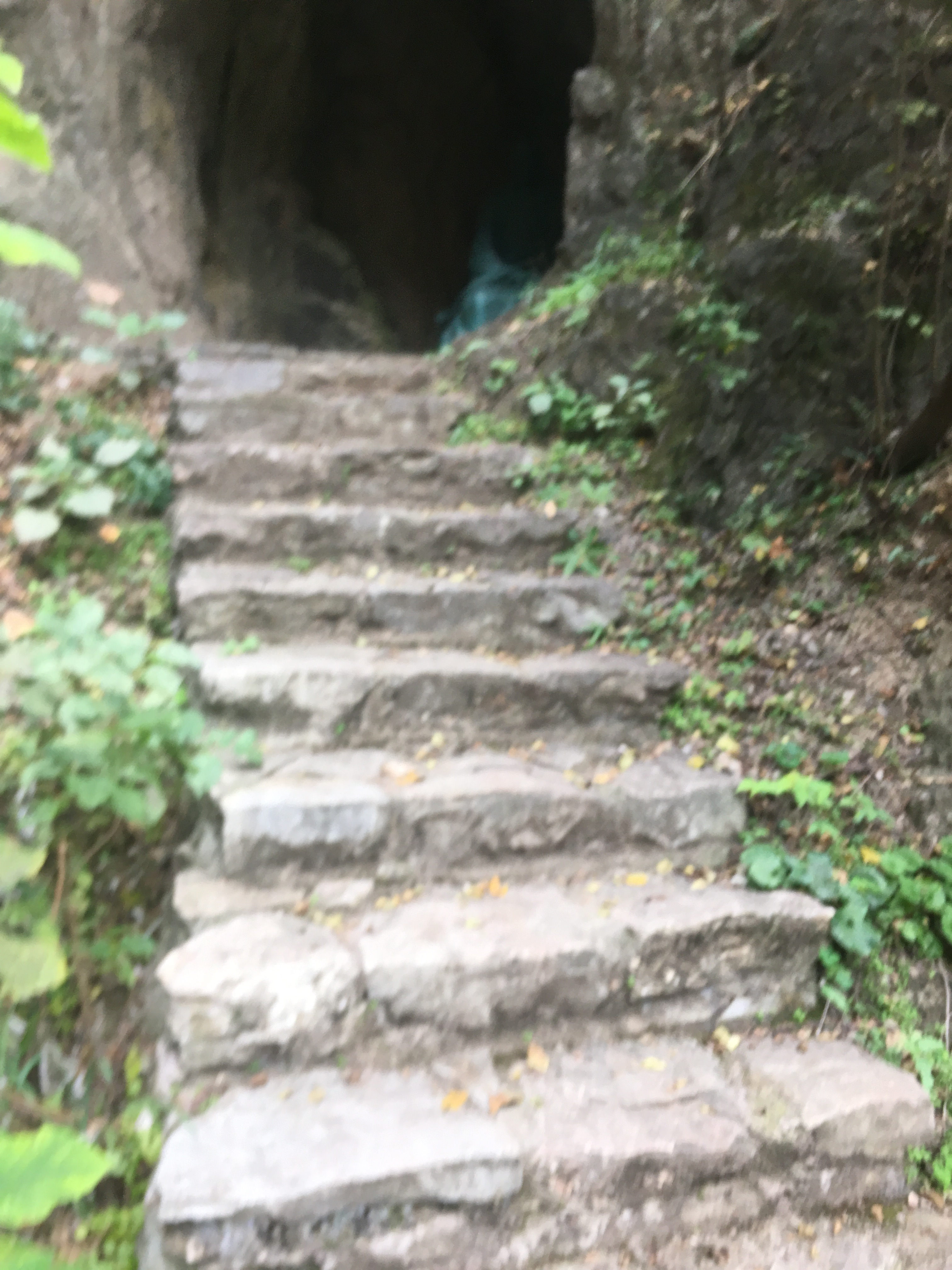
达摩古洞道路

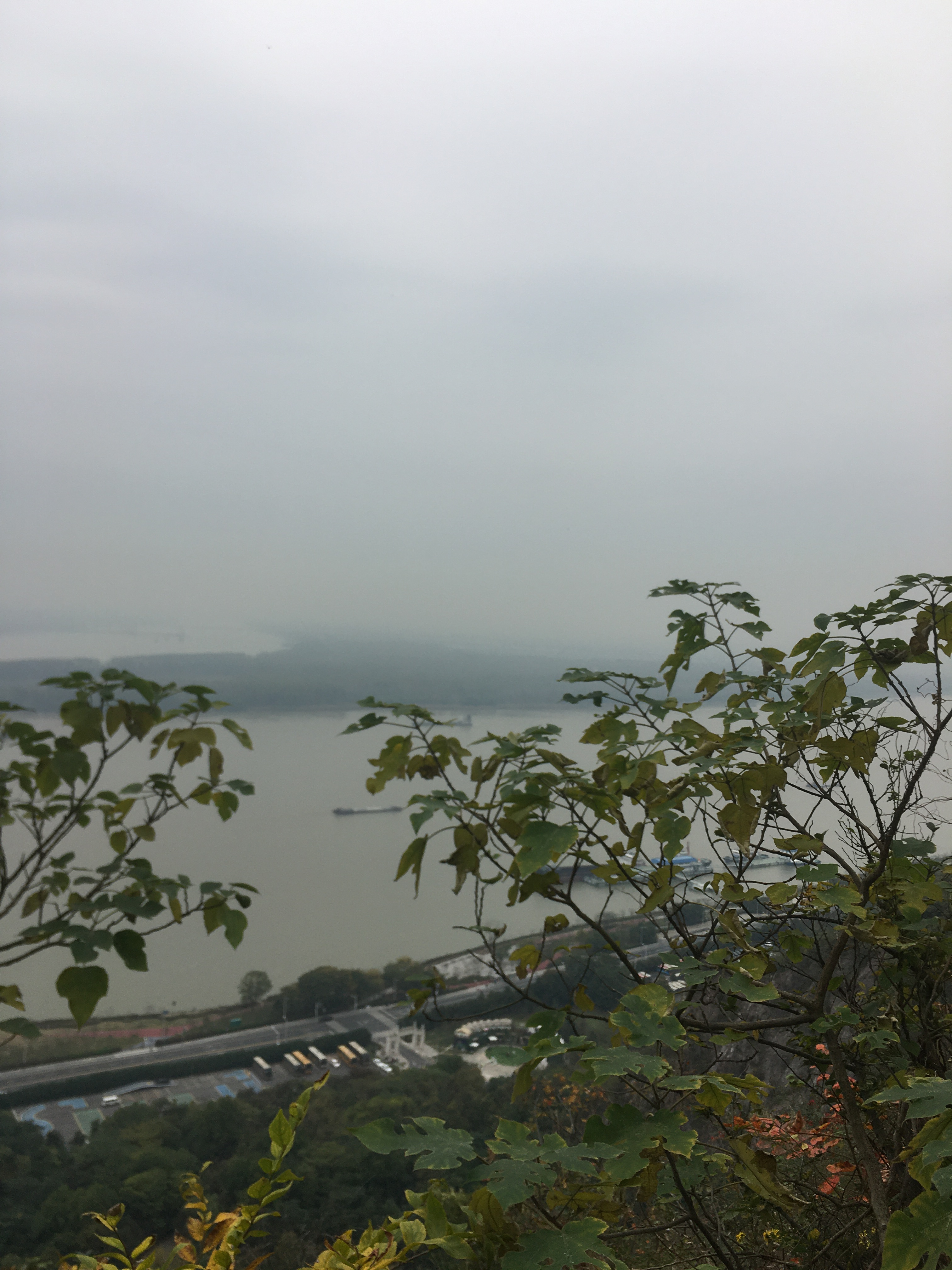
幕府山江景

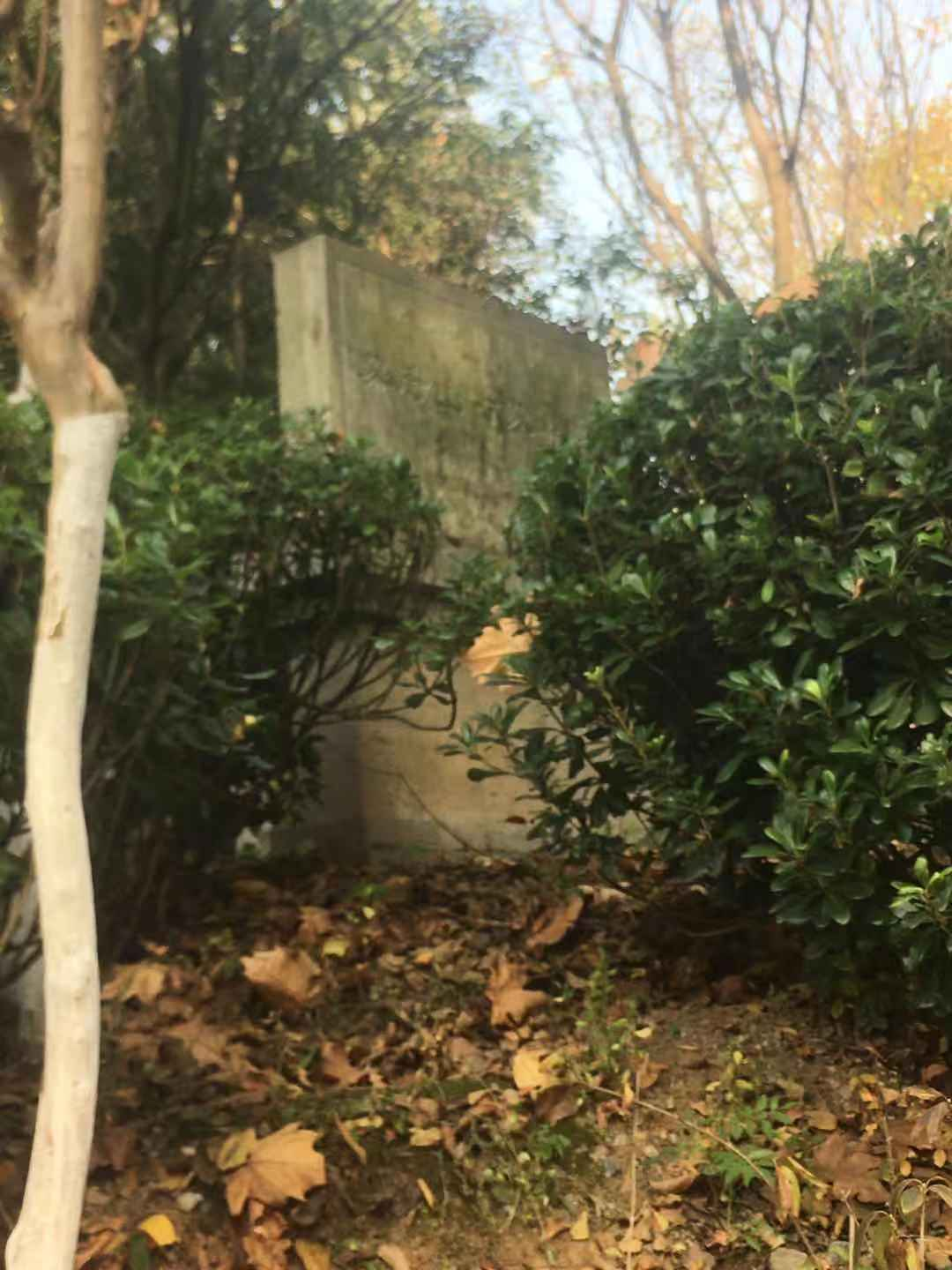
幕府山古墓葬群碑

幕府山，位于江苏省南京市北。晋元帝渡江后，丞相王导建幕府于此，因此得名。山北临长江，形势险要，东晋、南朝时为建康门户，南朝梁末，北齐军渡江南进，陈霸先率军出此山拒战，大破北齐军。该山拥有六处古金陵四十八景，因在郭家山附近出土过刻有“五凤元年（254）”“莫（幕）府山”的文物，故有专家质疑，现在这座幕府山是不是六朝时期的幕府山。该山拥有被毁古墓中挖掘出南朝青瓷六足砚，该山古墓葬群为南京文物保护单位。

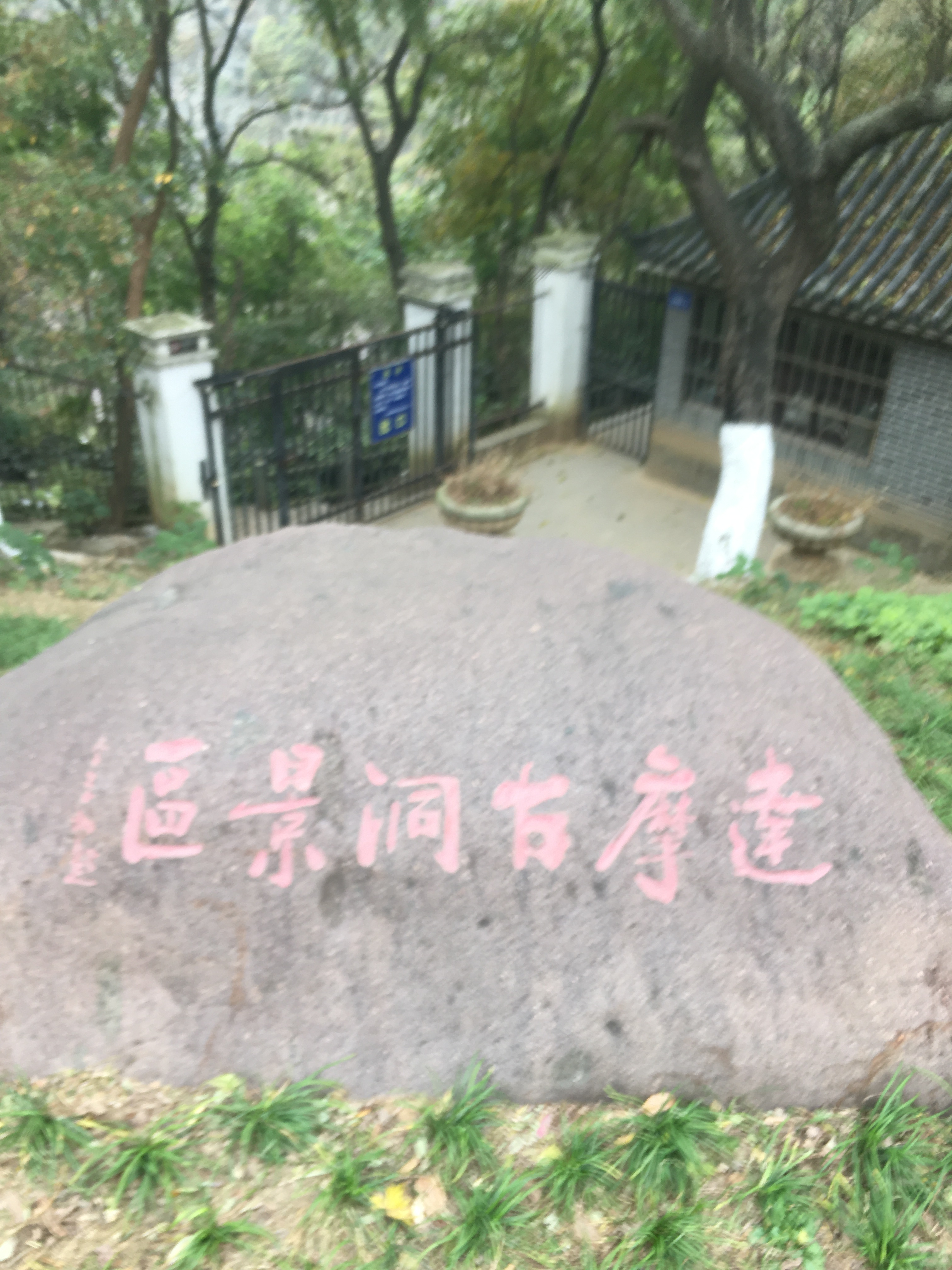
幕府山达摩古洞出口